# Helga Gödl
Helga Gödl, née le 18 mars 1915 à Kitzbühel et décédée le 23 juillet 2005 à Innsbruck, était une skieuse alpine autrichienne.
Après l'Anschluss, elle participa aux championnats du monde de 1939 à Zakopane pour l'Allemagne.

## Palmarès

### Championnats du monde
| Épreuve / Édition       | Descente | Slalom  | Combiné |
| ----------------------- | -------- | ------- | ------- |
| Mondiaux 1938 Engelberg | 12e      | 11e     | 10e     |
| Mondiaux 1939 Zakopane  | Bronze   | Abandon | —       |